# ساوایاما
ساوایاما (به انگلیسی: Sawayama) نخستین آلبوم استودیویی از خوانندهٔ ژاپنی-بریتانیایی رینا ساوایاما می‌باشد که در ۱۷ آوریل سال ۲۰۲۰ از سوی درتی هیت منتشر گردید. پس از انتشار نخستین ئی‌پی‌اش به نام رینا در سال ۲۰۱۷ که به‌صورت مستقل منتشر شده بود، این آلبوم به‌عنوان ادامهٔ مسیر هنری او عرضه شد. آلبوم با استقبال گسترده‌ای از سوی منتقدان روبه‌رو شد؛ مخصوصاً به خاطر سبک‌های متنوعی که در آن به کار رفته، حال‌و‌هوای نوستالژیک دههٔ ۲۰۰۰ و رویکردی که آن را «هوشمندانه» توصیف کرده‌اند. ساوایاما خود این را اثری دربارهٔ «خانواده و هویت» می‌داند که در آن، تجربه‌های شخصی‌اش از کودکی تا بزرگ‌سالی را به‌صورت ترانه‌سرایی روایت می‌کند.

## ساوایاما ریمیکسد
ساوایاما ریمیکسد (به انگلیسی: Sawayama Remixed) یک آلبوم چندآهنگهٔ ریمیکس از خوانندهٔ ژاپنی-بریتانیایی رینا ساوایاما می‌باشد. نسخهٔ محدود این مجموعه در ۲۷ نوامبر سال ۲۰۲۰ از سوی فروشگاهٔ راف ترید بر روی صفحهٔ ۱۲ اینچی وینیل منتشر شد. ریمیکس‌های قطعات «ایکس‌اس» و «کام د گرسون (مانند پسران)» پیش‌تر در همان سال به‌عنوان تک‌آهنگ منتشر شده بودند و کاور ساوایاما از «رقص در تاریکی» نیز به‌عنوان بخشی از مجموعهٔ تک‌آهنگ‌های اسپاتیفای منتشر شده بود.